# Setge de Chaves
El setge de Chaves fou un dels episodis de la guerra del francès.

## Antecedents

Campanyes franceses

Després de la desastrosa Convenció de Sintra, en la qual es va permetre la repatriació de les tropes franceses derrotades en la batalla de Vimeiro, els comandants de l'exèrcit britànic van ser cridats a la seva pàtria per enfrontar-se a una recerca i les tropes expedicionàries britàniques a Espanya i Portugal van ser deixades al comandament de John Moore. Amb l'arribada del propi Napoleó amb un exèrcit a Espanya, els francesos van entrar a Madrid el 4 de desembre, van posar setge a Saragossa, que caigué en 21 de febrer de 1809, Soult rep ordres de l'emperador de perseguir i derrotar l'exèrcit anglès del general Moore, que ha de reembarcar durant la batalla de La Corunya
El rearmament austríac que acabaria amb la guerra de la Cinquena Coalició provocà que Napoleó marxés de Valladolid el 17 de gener, arribant a París el 23 de gener i va ordenar al mariscal Soult que envaís Portugal des del nord però l'hivern va fer impracticable el Miño i per la resistència de les forces portugueses situades entre Cerveira i Valença i Soult va decidir fer una volta per la frontera muntanyosa de l'alt Minho i va travessar la frontera el 7 de març de 1809 per Trás-os-Montes amb 23.000 homes, d'ells 4.000 a cavall, i 50 peces d'artilleria.
La defensa de la frontera de Trás-os-Montes estava en mans del brigadier Francisco da Silveira, que disposava de 2.800 efectius regulars, 2.500 milícies i 50 de cavalleria, concentrades al voltant de la fortalesa de Chaves. Les fortificacions, comandades pel tinent coronel Francisco Pizarro estaven protegides per 50 peces d'artilleria en males condicions i només algunes aptes per al servei. Després de les escaramusses inicials prop de la frontera, les forces portugueses es van retirar a Chaves, i Silveira va ordenar l'abandonament de la fortalesa i va dirigir les seves forces cap al sud evitant qualsevol risc contra les forces superiors. Pressionat pel poble i les milícies, Pizarro va desobeir les ordres i va acceptar el comandament de les forces populars, preparant-se per resistir les forces invasores amb 500 soldats, 2.000 milicians i 1.200 ordenanças mentre Silveira va ocupar les terres altes al sud de Chaves.

## Setge francès
Soult va demanar la rendició de la fortalesa sense resposta, però ben aviat es va fer evident en la fortalesa que la defensa era inútil. Tot i que el foc d'artilleria i mosquets van persistir, els defensors van reconèixer que la decisió de Francisco da Silveira de retirar-se havia estat la més sensata. Soult va enviar un segon missatge demanant la rendició de la fortalesa, i es va acceptar el 12 de març. Chaves es va rendir i les tropes franceses van entrar a la ciutat el 13 de març. Soult, amb tants presoners, va alliberar els milicians i ordenanças, sota jurament de no prendre armes contra els francesos, i va intentar reclutar 500 de les tropes de la línia, que aviat van desertar. Aquestes accions del mariscal Soult van ser durament criticades per diversos dels seus oficials, especialment aquells que havien participat en la invasió de Portugal de 1808 de Jean-Andoche Junot, ja que preferien que la fortalesa s'hagués agafat per assalt i la guarnició fos executada.

## Contraatac portuguès
Les forces portugueses van abandonar les seves posicions a prop de Vidago i es van retirar més al sud entre Vila Pouca i Vila Real però Soult va travessar el Barroso, a l'oest en lloc del sud deixant una petita guarnició a Chaves comandada pel major Messeger i l'hospital que havia traslladat des de Monterey, Galícia, amb molts ferits o malalts. Tan aviat com Francisco da Silveira va saber que el cos principal de l'exèrcit francès s'havia anat, va decidir atacar Chaves. Feia alguns dies que un destacament francès s'havia apropat a Vila Pouca per intentar forçar las retirada portuguesa però s'havien reunit amb el cos principal de l'exèrcit francès que es trobava en camí a Porto.
Silveira va tornar a baixar a la vall del Tâmega i va atacar la fortalesa de Chaves el 21 de març. La petita guarnició francesa va intentar resistir-se, però els portuguesos coneixien bé la ciutat i van poder penetrar a les muralles per la obertura de les carnisseries combatent cos a cos pels carrers i els francesos, deixant gairebé 300 morts i 200 presoners, es van retirar al fort de São Francisco. Els portuguesos, sense artilleria, van bloquejar els francesos durant quatre dies. El cinquè dia, quan tot estava preparat per l'assalt final escalant el fort, Silveira va donar a Messeger un ultimàtum per rendir-se sense condicions, acceptada per Messeguer, i 25 oficials, 23 civils i cirurgians i uns 1.300 soldats van ser capturats i presos sota escorta a Vila Real, i 114 espanyols que van estaven a Chaves presoners de Soult foren alliberats.

## Conseqüències
La maniobra de Francisco da Silveira va alterar seriosament els plans de Soult, obligant-lo a esperar després de capturar Braga el 20 de març i Porto el 28 de març, per falta de línies de subministrament, entre el Douro i la Vouga. Els britànics van tornar a Portugal l'abril amb tropes de refresc, nous aprovisionaments i un nou comandant, Sir Arthur Wellesley, obligant, després de la segona batalla de Porto, a la retirada de Soult de Portugal fins al seu punt de partida, la ciutat d'Ourense, i després Galícia amb la derrota a el mes de juny en direcció a Zamora després de la derrota a la batalla de Ponte Sampaio.
Wellesley va avançar cap a Espanya per unir-se als espanyols de general Cuesta, combatent a la batalla de Talavera contra sota el mariscal Claude Victor Perrin i el major general Horace Sébastiani, i Wellesley immediatament es va retirar a Portugal atès que Nicolas Jean de Dieu Soult pretenia tallar la seva retirada a Portugal.